# Mohrîțea, raionul Sumî, regiunea Sumî
Mohrîțea (în ucraineană Могриця) este o comună în raionul Sumî, regiunea Sumî, Ucraina, formată numai din satul de reședință. În secolul al XIX-lea, satul făcea parte din volostul Iunakivka, uezdul Sumî.

## Demografie
Componența lingvistică a comunei Mohrîțea
     Ucraineană (96,35%)
     Rusă (3,42%)
Conform recensământului din 2001, majoritatea populației comunei Mohrîțea era vorbitoare de ucraineană (96,35%), existând în minoritate și vorbitori de rusă (3,42%).